# 대구동산초등학교
대구동산초등학교는 대한민국 대구광역시 수성구 범어동에 있는 공립 초등학교이다. 교목은 향나무이고 교화는 장미이다.

## 역사
- 1980년 12월 1일 대구동산초등학교 설립인가
- 1982년 8월 20일 교사 준공(16교실)
- 1982년 8월 25일 초대 조용하 교장 부임
- 1982년 9월 1일 개교(20학급) 및 초대 조용하 교장
- 1983년 3월 1일 6개 교실 증축
- 1983년 7월 5일 6개 교실 증축
- 1984년 2월 21일 제1회 졸업생(262명 졸업)
- 1985년 6월 24일 5개 교실 증축
- 1987년 10월 3일 북편 화장실 증축(1,2층)
- 1991년 3월 1일 25학급 편성
- 1995년 9월 1일 급식소 개소
- 1996년 3월 1일 대구동산초등학교로 명칭 변경
- 1998년 3월 1일 병설 유치원 개원(1학급)
- 1999년 11월 1일 환경개선 사업(화장실 2실 증축, 본관 도색)
- 2001년 1월 1일 환경개선사업(교문개축, 급수대개체, 화장실보수, 인터로킹개체, 파고라개체, 전기용량증설, 책걸상교체)
- 2002년 3월 1일 19학급 편성
- 2002년 8월 1일 아동용 인터넷망 구축
- 2003년 3월 1일 20학급 편성(특수학급 1학급)
- 2003년 12월 1일 8개 교실 증축 완공
- 2004년 1월 1일 도서관 개관, 복합놀이시설 조성
- 2004년 3월 1일 제11대 박재길 교장 부임
- 2006년 9월 1일 제12대 윤경숙 교장 부임
- 2007년 2월 14일 제24회 졸업식(114명, 총 4,436명 졸업)
- 2007년 3월 1일 유치원 종일반 운영
- 2007년 8월 1일 교실바닥교체 6실, 게시판 15실, 출입문교체 28실, 2층 실내 탐구장 방수, 장애인 엘리베이터 및 장애인 화장실 시설
- 2008년 2월 21일 제25회 졸업식(156명, 총 4,592명 졸업)
- 2009년 1월 31일 계단 논슬립 공사
- 2009년 2월 11일 급식실 2실 증축, 후문개설, 옹벽공사 및 주차장설치, 천장형 냉온풍기 27실 설치
- 2009년 2월 12일 제26회 졸업식(182명, 졸업생 총 4,775명)
- 2009년 2월 28일 내부도색, 현관로비 정비
- 2009년 9월 1일 제13대 권용우 교장 부임
- 2010년 3월 1일 25학급(특수 1) 편성 병설유치원 1학급
- 2011년 2월 11일 제27회 졸업식(184명, 총 4959명)
- 2011년 3월 1일 25학급(특수 1) 편성 병설유치원 1학급
- 2011년 6월 30일 제14대 이현숙 교장 부임
- 2012년 9월 24일 강당 개관
- 2013년 2월 15일 제30회 졸업(161명 졸업, 누계:5,456명)
- 2013년 3월 1일 25학급 편성(특수 1학급)
- 2014년 2월 14일 제31회 졸업식(134명 졸업, 누계: 5,590명)
- 2014년 3월 1일 25학급 편성(특수 1학급)
- 2014년 9월 1일 제15대 류민하 교장 부임
- 2015년 2월 13일 제32회 졸업식(118명 졸업, 누계: 5,708명)
- 2015년 3월 1일 26학급 편성(특수 1학급)
- 2016년 2월 4일 제33회 졸업식(112명, 누계: 5820명)
- 2016년 3월 1일 24학급 편성(특수 1학급)
- 2017년 3월 1일 23학급 편성(특수 1학급)

## 상징
- 교화 - 장미 : (사랑, 아름다운) 서로 돕는 어린이
  - 장미는 꽃중의 왕이라 일컬을 만큼 모든 꽃의 으뜸으로서 보는 사람을 즐겁게 하므로 사랑, 아름다움 상징, 우리 동산의 꿈나무들은 서로 돕고 사랑하며, 예쁘게 자라자
- 교목 - 향나무 : (의지, 인내) 건강한 어린이
  - 향나무는 늘 푸르며 어떠한 환경에서도 잘 자라므로 굳은 의지와 인내를 상징, 우리 동산의 꿈나무들은 몸과 마음이 튼튼하고 건강하게 자라자

## 참고 자료
- 대구동산초등학교 - 한국교육학술정보원 학교알리미